# Karabin SIG SG 530
SIG SG 530 – szwajcarski karabin automatyczny skonstruowany w latach 60. XX wieku. Nieprodukowany seryjnie.
W 1963 roku zespoły konstruktorskie firm Beretta i SG rozpoczęły wspólne prace nad karabinem zasilanym nabojem pośrednim kalibru 5,56 mm. Po wspólnym etapie badań już istniejących wzorów karabinów zasilanych amunicją pośrednia dalsze prace prowadzono osobno. We Włoszech ich efektem był karabin Beretta AR70, w Szwajcarii SG 530.
SG 530 działał na zasadzie odprowadzania gazów prochowych przez boczny otwór w lufie. Zamek ryglowany rolkami. Sprężyna powrotna znajdowała się za zamkiem. Rękojeść przeładowania znajdowała się z przodu broni, po lewej stronie rury gazowej. Mechanizm spustowy kurkowy. Zasilanie z magazynków 30-nabojowych. Przyrządy celownicze mechaniczne składały się z muszki i celownika bębnowego z nastawami 100–400 m. Lufa karabinu zakończona była tłumikiem płomienia, z karabinu można było miotać granaty nasadkowe.
SG 530 był produkowany przy użyciu technologii tłoczenia. Łoże, chwyt pistoletowy i kolbę wykonano z tworzywa sztucznego. Istniała także wersja z kolbą składana na prawą stronę komory zamkowej, wygiętą z metalowej rurki
Wykonano serię próbna karabinów SG 530, ale częste zacięcia sprawiły, że postanowiono zaprzestać rozwoju tej konstrukcji.